# Río Pánuco
Le Río Pánuco (espagnol : Río Pánuco) est le plus long fleuve du Mexique. Il coule depuis la Vallée de Mexico jusqu'au Golfe du Mexique. Dans son cours supérieur, il porte d'abord le nom de río Moctezuma, puis de río Tula. Il prend le nom de río Pánuco en atteignant l'État de Veracruz. Il est long d'environ 510 km.

## Étymologie
Le mot Pánuco vient du mot huaxtèque pano qui signifie le passage et du suffixe co qui veut dire lieu. L'ensemble signifie donc endroit ou lieu du passage.

## Histoire

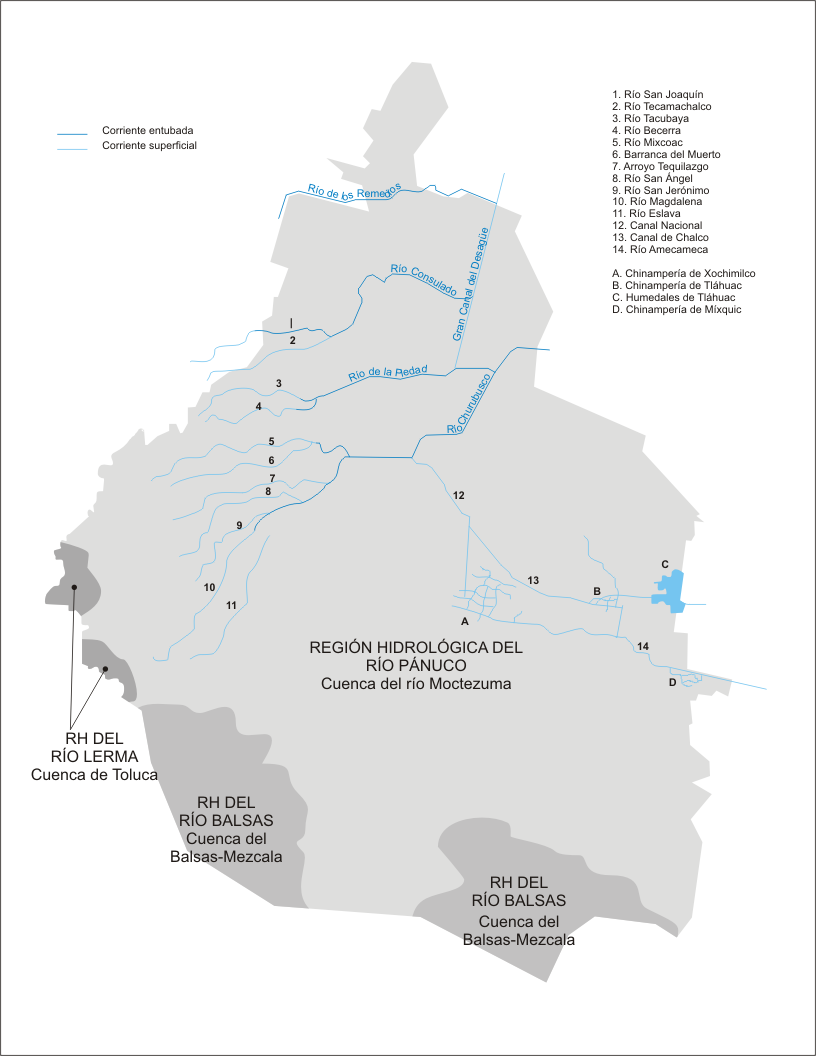
La naissance du Río Pánuco (sous le nom de río Moctezuma) dans le district fédéral de Mexico

Le río Pánuco fut le point de départ des Toltèques lors de leur migration. C'est par sa vallée qu'ils montèrent depuis les basses plaines vers le haut plateau mexicain. Là ils fondèrent en bordure du fleuve la grande cité de Tula, aujourd'hui sur le territoire de l'État d'Hidalgo à proximité immédiate de la ville actuelle de Tula de Allende. Tula était une ville impressionnante que l'on croyait avoir été fondée par le dieu Quetzalcóatl. Lorsque les Européens arrivèrent au Mexique, le premier Espagnol à avoir découvert le río Pánuco fut Juan de Grijalva en 1518.

## Géographie

### Cours supérieur: les ríos Moctezuma et Tula
Le río Tula a reçu son nom de la ville de Tula de Allende, une des principales localités qu'il traverse. Originellement il naissait dans le Valle de Tula, mais aujourd'hui, son cours supérieur est le río Moctezuma, cours d'eau largement artificiel issu de la vallée de Mexico. 
En effet, depuis la construction du système de drainage du bassin de Mexico (qui débuta au XVIIe siècle et continua jusqu'au début du XXIe siècle), un long cours d'eau, appelé río Moctezuma, a été constitué par canaux et tunnel qui finit par se jeter dans le río Tula. Ce cours d'eau artificiel est destiné à évacuer les eaux de la vallée de Mexico qui originellement alimentaient les lacs de Texcoco, de Chalco, de Xochimilco, de Zumpango et de Xaltocan, le tout au sein d'un bassin endoréique, la cuvette de Mexico. 
Jadis à chaque saison des pluies, le niveau de ces lacs montait faute de pouvoir s'échapper de la cuvette de Mexico et la capitale se retrouvait inondée. D'où l'idée d'évacuer ces eaux par un système artificiel ramifié de canaux et par un tunnel sous la montagne pour rejoindre le bassin du río Tula et y rejeter le trop-plein. Les plus importants travaux se déroulèrent durant les quinze dernières années du XIXe siècle : on réalisa alors les travaux de drainage de la cuvette de Mexico consistant en un canal de 47,35 kilomètres, débutant dans la ville de Mexico, courant vers le nord et se terminant dans la lagune de Zumpango à Zumpango de Ocampo. c'est le Gran Canal de Desagüe. Ce long canal fut alors prolongé par un tunnel sous les hauteurs bouclant la cuvette de Mexico du côté nord, tunnel appelé Túnel de Tequixquiac ou de Tequisquiac, de dix kilomètres de long. Ce tunnel fut appelé ainsi parce qu'il débouche au nord de la montagne, au niveau de la localité de ce nom, dans le lit du río Colorado affluent du río Tula. Dans le courant du XXe siècle ce tunnel dut être doublé. En outre nombre d'autres canaux furent construits alimentant le lac Texcoco, dont l'émissaire artificiel rejoint le Gran Canal de Desagüe du XIXe siècle. On a donné le nom de río Moctezuma à tout cet ensemble.
Aujourd'hui ce cours d'eau artificiel a supplanté le cours supérieur du río Tula, comme cours supérieur du río Panuco.
Ainsi le cours supérieur du fleuve sert actuellement de canal pour le drainage des eaux largement usées de la mégapole de Mexico. 
Le río Moctezuma/Colorado débouche dans le río Tula quelques kilomètres en aval de la ville de Tula de Allende et le nom du fleuve devient dès lors " río Tula ". Peu après, il marque la frontière entre les États d'Hidalgo et de Querétaro, tout en traversant la Sierra Madre Orientale. Au niveau de cette frontière, son cours est barré par le barrage de Simanpan, où une bonne partie de sa charge de pollution se décante naturellement. La qualité de ses eaux s'améliore dès lors fortement. 
Plus loin, le fleuve traverse la partie orientale de l'État de San Luis Potosí, où il débouche dans la plaine qui précède le Golfe du Mexique, avant d'atteindre les limites de l'État de Veracruz.

### Cours inférieur

Bassin inférieur du Río Pánuco

Ayant acquis son nom définitif de río Pánuco en atteignant l'État de Veracruz, le fleuve se jette dans le Golfe du Mexique à Tampico et Ciudad Madero, à la frontière entre les États de Tamaulipas et Veracruz. Peu avant son embouchure, il est en relation avec plusieurs lagunes.
Au niveau de la Laguna Madre del Pánuco, dans les environs de Tampico, on a établi une réserve de biosphère qui couvre environ 400 000 hectares (400 km2). Dans ce milieu protégé vivent une énorme variété d'espèces végétales et animales, terrestres et aquatiques, dont un grand nombre d'espèces menacées d'extinction.

## Affluents
- Le río Tamesí est un important affluent qui conflue en rive gauche à Tampico, quelques kilomètres à peine en amont de l'embouchure du fleuve.

## Navigabilité
Seuls les quinze derniers kilomètres sont navigables pour les bateaux les plus importants, capables de transporter jusque 20 000 tonnes de déplacement. Plus en amont, il est également navigable pour des embarcations de moindre tirant d'eau, cela suivant les variations saisonnières de débit. Jadis, le fleuve était largement utilisé pour le transport de charges et de passagers. À partir du XIXe siècle cependant, avec l'essor des chemins de fer puis des transports automobiles, l'importance du trafic fluvial a largement baissé. 
Plus récemment, l'idée a été développée d'un Canal Intracostero Tamaulipeco, qui relierait la frontière des États-Unis et le Río Bravo au río Pánuco, et permettrait le transport fluvial sur bateaux de moyen calibre entre ces deux fleuves, traversant les plaines de l'État de Tamaulipas parallèlement à la côte du golfe du Mexique, sans affecter les écosystèmes terrestres et aquatiques des régions traversées.

## Hydrométrie - Mesure des débits à Las Adjuntas
Le débit du Río Pánuco a été observé pendant 15 ans (1965-1979) à Las Adjuntas, petite localité située à 127 kilomètres en amont de l'embouchure du fleuve. 
À Las Adjuntas, le débit annuel moyen ou module observé sur cette période a été de 481 m3/s pour un bassin versant de 86 315 km2, soit quelque 75 % de la totalité de celui-ci. Le débit du río Tamesí, l'un des plus abondants affluents du fleuve est exclu de ces chiffres. 
La lame d'eau écoulée dans cette partie du bassin versant du fleuve atteint ainsi le chiffre de 176 millimètres par an, ce qui doit être considéré comme assez modéré.
Le Río Pánuco est un cours d'eau qui présente deux saisons bien marquées. Les hautes eaux se déroulent en été et au début de l'automne, de juillet à octobre inclus. Dès le mois de novembre, le débit de la rivière baisse fortement, mais garde généralement un débit satisfaisant durant la saison des basses eaux qui a lieu de décembre à mai.
Le débit moyen mensuel observé en avril (minimum d'étiage) atteint 122 m3/s, soit approximativement onze fois moins que le débit moyen du mois de septembre (1 384 m3/s), ce qui témoigne de l'amplitude assez élevée des variations saisonnières. Sur cette période de 15 ans, le débit mensuel minimal a été de 72 m3/s, tandis que le débit mensuel maximal s'est élevé à 2 842 m3/s.

## Pollution
Selon les données de la commission nationale de l'eau de Mexico, le río Pánuco est un des plus pollués du pays. Son cours supérieur reçoit annuellement 410 millions de m3 d'eau résiduelles. Cette forte pollution est due au fait que le cours d'eau reçoit tant les eaux usées de l'énorme agglomération de Mexico, que celles des zones industrielles autour de la ville de Tula de Allende, et tout cela y compris les cimenteries les plus importantes du Mexique.
Au niveau de la frontière entre les états d'Hidalgo et de Querétaro, un barrage a été construit sur le fleuve à Simanpan. Là ses eaux polluées se transforment et se purifient naturellement. Les sédiments décantent, et les déchets de pollution servent comme aliment à des élevages de carpes pour la consommation humaine.